# Urie Bronfenbrenner
Urie Bronfenbrenner (* 29. April 1917 in Moskau; † 25. September 2005 in Ithaca, N.Y.) war ein amerikanischer Entwicklungspsychologe und Autor.

## Biografie
Bronfenbrenners Familie emigrierte 1923 in die Vereinigten Staaten. 1938 machte er seinen Abschluss in Psychologie und Musik an der Cornell University in New York, 1942 promovierte er im Bereich Entwicklungspsychologie. Anschließend wurde er zur Luftwaffe und später zum Geheimdienst Office of Strategic Services eingezogen, wo er während des Zweiten Weltkriegs als Psychologe eingesetzt wurde. 1946 wurde er Assistenz-Professor für Psychologie an der University of Michigan, 1948 wechselte er an die Cornell University, an der er bis zu seiner Emeritierung 1987 lehrte. Anfang der 1960er-Jahre war er einer der ersten US-Wissenschaftler, die über ein Austauschprogramm in die Sowjetunion gingen.

## Werk
Bekannt wurde Bronfenbrenner insbesondere mit seiner Theorie der menschlichen Entwicklung, dem ökosystemischen Ansatz. Dabei stellte er die besondere Bedeutung der Übergänge zwischen Systemen (wie zum Beispiel die Einschulung) heraus, im Gegensatz zu anderen systemischen Ansätzen, die vor allem nach der Struktur oder den Regeln der Systeme fragen. Pädagogische Relevanz erlangte Bronfenbrenner vor allem in dem von ihm mitbegründeten Head Start-Programm zur Frühpädagogik. Bronfenbrenner entwickelte erstmals in Deutschland anlässlich der Rede zu seiner Münsteraner Ehrenpromotion auch Gedanken für ein Caring Curriculum.
Für seine Arbeiten wurde er vielfach ausgezeichnet, unter anderem mit insgesamt sieben Ehrendoktorwürden (beispielsweise von der Technischen Universität Berlin und der Universität Münster). An Preisen erhielt er unter anderen 1975 die Auszeichnung für außergewöhnliche Leistungen der Amerikanischen Erziehungswissenschaftlichen Gesellschaft, 1977 den Kurt-Lewin-Preis der American Psychological Association (APA), 1984 eine Auszeichnung für außergewöhnliche Errungenschaften der University of Michigan sowie 1987 den Preis für außergewöhnliche wissenschaftliche Beiträge zur Entwicklung von Kindern der Gesellschaft zur Erforschung der kindlichen Entwicklung. 1978 wurde er in die American Academy of Arts and Sciences aufgenommen. 1994 benannte die Cornell-University das Zentrum für Familien- und Lebenslaufforschung Bronfenbrenner Life Course Center. 1996 stiftete die Amerikanische Psychologische Gesellschaft den Bronfenbrenner Preis für lebenslange Beiträge zur Entwicklungspsychologie im Dienste der Wissenschaft und Gesellschaft, dessen erster Preisträger Urie Bronfenbrenner selbst wurde.
Urie Bronfenbrenner starb an den Folgen seiner Diabetes-Erkrankung in seinem Haus in Ithaca, New York. Er hinterließ seine Frau Liese und sechs Kinder.

## Zitat
Im Zweiten Weltkrieg wurde Bronfenbrenner zum militärischen Geheimdienst versetzt, dem Office of Strategic Services. Dort kam er zu einer Gruppe, die die Eignung künftiger Agenten nach psychologischen Maßstäben zu beurteilen hatte (Silbereisen 1986, S. 45).
«Und wen treffe ich da? Edward C. Tolman, Theodore Newcomb, Kurt Lewin und David Levy! Man hatte also die Verhaltenswissenschaftler aufgeboten, um die Eignungsdiagnostik vorzunehmen. (...) Lewin und ich wurden Freunde aus zwei Gründen: Einmal gab es da diese Debatten über Fragen der Theorie zwischen ihm und Tolman. Ich hörte gespannt zu, und stellte dann die berühmten neunmalklugen Fragen, die der Sache eben doch häufig auf den Grund gingen. Zum anderen war Lewin ein begeisterter Sänger. Er kannte Volkslieder aus aller Herren Länder, genau wie ich. So haben wir denn nächtelang gesungen und mal über Psychologie debattiert. So bin ich nicht nur mit ihm, sondern auch mit Tolman - der mit den 'kognitiven Landkarten' - richtig zusammengekommen. (...) So habe ich denn beider Ideen zusammengebracht, Tolman den Behavioristen und Lewin den Phänomenologen. In meinem Kopf war das eine Art Heirat von Europa und Amerika.»

## Veröffentlichungen (Auswahl)
- Erziehungssysteme. Kinder in den USA und der Sowjetunion. dtv, München 1973, ISBN 3-423-00941-1.
- Die Ökologie der menschlichen Entwicklung. Natürliche und geplante Experimente. Klett-Cotta, 1981, ISBN 3-12-930620-X.
- Recent Advances in Research on the Ecology of Human Development. In: R.-K. Silbereisen, Klaus Eyferth, G. Rudinger (Hrsg.): Development as Action in Context – Problem Behaviour and Normal Youth Development. Springer, Berlin 1986, S. 287–310.
- mit Ann Crouter: The evolution of environmental models in developmental research. In: P.-H. Mussen (Hrsg.): Handbook of Child Psychology, Volume I: History, Theory, and Methods. 4. Auflage. John Wiley & Sons, New York 1983, S. 357–414.